# Lago Müritz

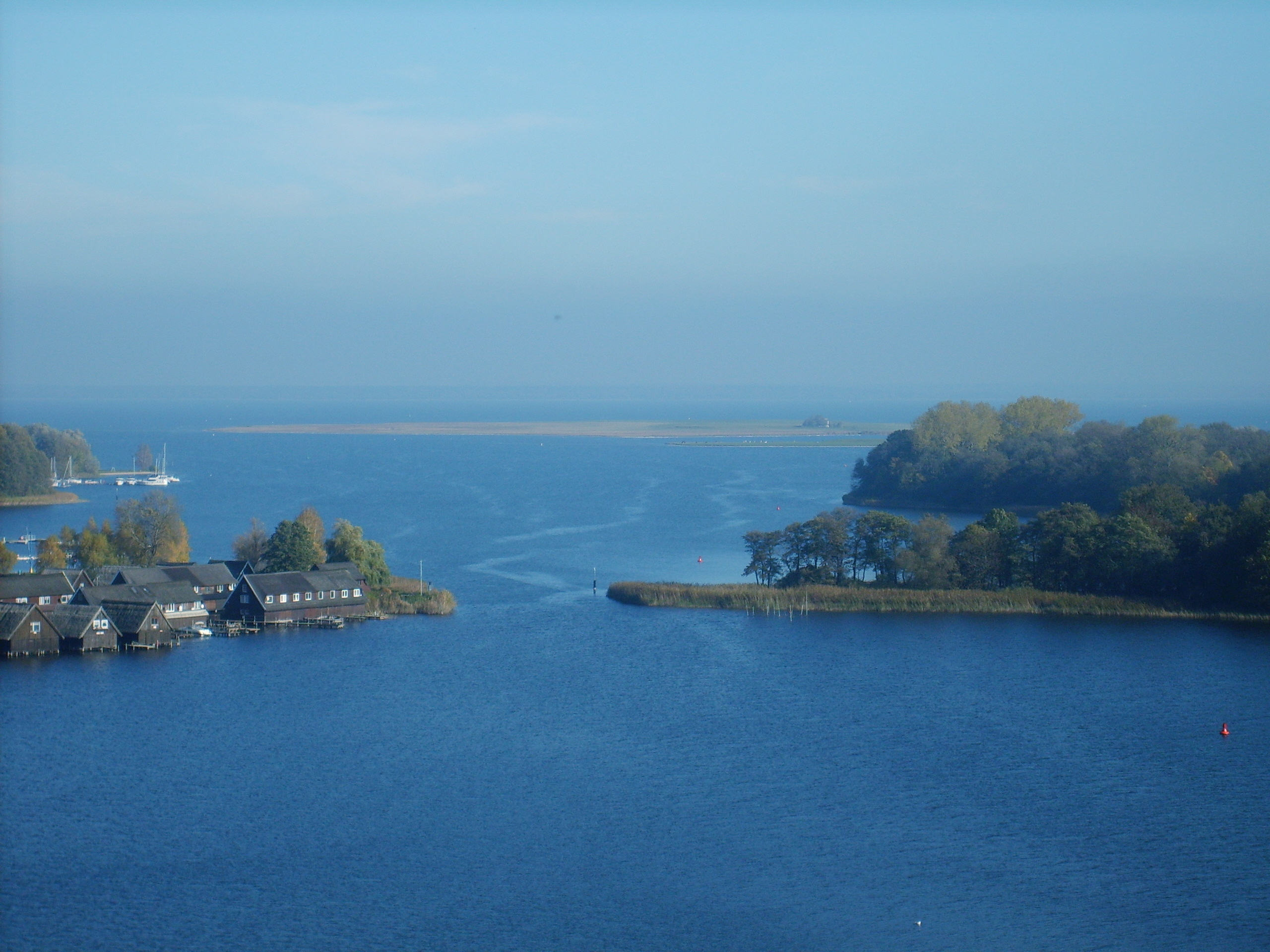
Lago Müritz em Röbel

O Müritz (em alemão: AFI: [ˈmyːʁɪt͡s], ouvirⓘ; em eslavo "pequeno mar") é um lago do estado de Meclemburgo-Pomerânia Ocidental, no norte da Alemanha. Sua área é de 117 km², o segundo maior lago da Alemanha após o Lago Constança. Sua profundidade máxima é de 31 metros. O distrito de Müritz tem esse nome em função do lago. As maiores cidades banhadas pelo lago são Waren e Röbel, os principais centros turísticos da região do lago.